# More (Usher-Lied)
More ist ein Lied des US-amerikanischen R&B-Sängers Usher aus seinem Album Raymond v. Raymond sowie aus seiner Extended Play Versus. Geschrieben wurde es von Charles Hinshaw, Usher und RedOne, welcher ebenfalls den Song produziert hat. Der Titel wurde am 22. November 2010 als Single veröffentlicht und avancierte zum weltweiten Hit, mit dem Usher an den Erfolg der Vorgänger-Singles OMG und DJ Got Us Fallin' in Love anknüpfen konnte.

## Hintergrund
Im Oktober 2009 gelangten einige Titel von Raymond v. Raymond ins Internet, darunter auch More. Am 22. November wurde More als Single veröffentlicht.

## Charts
Am 13. April 2010 stieg More auf Platz 76 der Billboard Hot 100 ein, jedoch fiel der Titel in der Folgewoche aus den Charts. Einige Wochen später platzierte er sich wieder in den US-amerikanischen Single-Charts, und zwar auf Platz 88. Seitdem kletterte die Single bis auf Platz 15.
In Großbritannien erreichte More Platz 23 als Höchstposition und verfehlte somit die Top 20 der Single-Charts, ebenso in Irland sowie in Tschechien.
Die Single schaffte es hingegen in zahlreichen anderen Ländern in die Top 10, beispielsweise in Deutschland, in Österreich, in Australien, in Norwegen oder in Belgien.
More kletterte in der Schweiz sowie in Finnland auf Platz 2. In Kanada stieg der Titel sogar bis an die Chartspitze.
Außerdem wurde die Single mehrfach ausgezeichnet, zum Beispiel in Deutschland mit Gold und in der Schweiz sogar mit Platin.
| ChartsChartplatzierungen       | Höchstplatzierung | Wochen |
| ------------------------------ | ----------------- | ------ |
| Deutschland (GfK)              | 7 (34 Wo.)        | 34     |
| Österreich (Ö3)                | 10 (19 Wo.)       | 19     |
| Schweiz (IFPI)                 | 2 (31 Wo.)        | 31     |
| Vereinigtes Königreich (OCC)   | 23 (21 Wo.)       | 21     |
| Vereinigte Staaten (Billboard) | 15 (22 Wo.)       | 22     |

## Auftritte
Usher sang das Lied das erste Mal am 14. Februar 2010 beim NBA All-Star Game im Cowboys Stadium in Arlington, Texas, zusammen mit Shakira und Alicia Keys.

## Mitwirkende
Die folgenden Personen wirkten an der Entstehung des Lieds More mit:
| - Songwriting: RedOne, Charles Hinshaw Jr., Usher Raymond - Gesang: Usher - Instrumentierung: RedOne | - Toningenieur: RedOne - Assistenz: RedOne, Robert Orton - Produktion: RedOne |

## Coverversionen
In den Niederlanden hatte Sandra van Nieuwland einen Hit mit ihrer Interpretation des Usher-Lieds. Sie sang es bei den Blind Auditions in der Castingshow The Voice of Holland. Sie erreichte Platz 3 der Nederlandse Top 40 und Platz 1 der Top-100-Charts.